# 上海市民星中学
上海市民星中学创立于1995年，是中华人民共和国上海市杨浦区一所公办高级中学，位于殷行街道民星二村6号。目前是杨浦区实验性示范性高中。